# Timpano
Timpano ou timballo é um empadão típico da culinária da Itália, em que se coloca um recheio feito de vários ingredientes (o mais comum sendo macarrão, agregado com carne, queijo, vegetais e outros) dentro duma sfoglia, ou base de massa alimentícia de farinha de trigo ou semolina e ovo, e assado no forno.
Existem variantes locais desta iguaria ao longo do Mediterrâneo oriental, como o pastitsio dos gregos, o “macarrão no forno” do Chipre, o “macarrão ao bechamel” do Egito, ou a timpana de Malta.
Uma receita tradicional da Campania inclui para o recheio, além do macarrão, peito de galinha, carne de vaca moída, presunto fatiado, salsicha fresca, ervilhas, fungos, mozzarella, ovos cozidos e o necessário para fazer um molho (azeite, caldo, cebolinho, tomate e ervas aromáticas) 